# 滨湖克拉科
滨湖克拉科（德語：Krakow am See，發音：[ˈkʁaːkoː ʔam ˈzeː]）是德国梅克伦堡-前波美拉尼亚州罗斯托克县的城市，面积87.37平方千米，2023年12月31日人口为3,443人。